# Agathosma minuta
Agathosma minuta är en vinruteväxtart som beskrevs av Diederich Franz Leonhard von Schlechtendal. Agathosma minuta ingår i släktet Agathosma och familjen vinruteväxter. Inga underarter finns listade i Catalogue of Life.